# Marcos Vinícius (calciatore)
Marcos Vinícius de Jesus Araújo – noto solo come Marcos Vinícius – (Marabá, 26 dicembre 1994) è un calciatore brasiliano, centrocampista svincolato.

## Carriera
Cresciuto nel Náutico, nel 2011 ha giocato 3 partite in Série B e nel 2013 ha invece esordito in massima serie.

## Palmarès

### Club

#### Competizioni statali
- Campionato Carioca: 1

Botafogo: 2018